# Baszta więzienna w Raciborzu
Baszta więzienna – renesansowa, powstała prawdopodobnie w 1574 roku, zachowała się do dzisiaj. Wizerunek baszty znajduje się w logo Raciborza.

## Historia

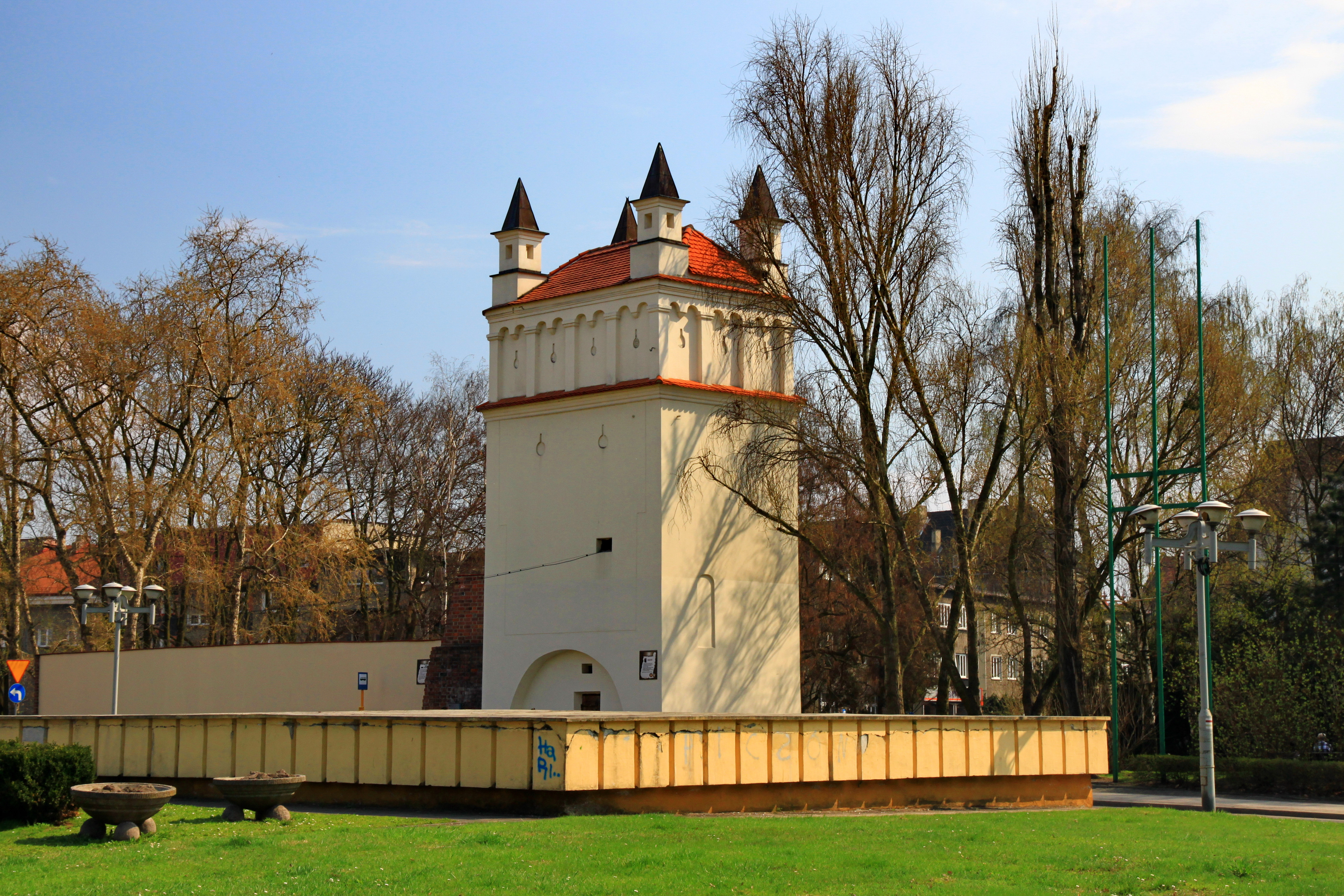
Baszta więzienna od strony placu Jana Długosza

Baszta została wybudowana około 1574 roku, po pożarze miasta w ciągu murów miejskich. W XVII wieku w wieży mieli być przetrzymywani mistrzowie masarscy oskarżeni o zawyżanie cen. W latach 1896–1900 została częściowo przebudowana. Remont przeprowadzono w 1958 roku. Ostatnie prace miały miejsce w 1994 roku. Wówczas usunięto tynki z wieży od strony północnej.
7 maja 2007 roku Narodowy Bank Polski wypuścił do obiegu okolicznościową dwuzłotówkę z wizerunkiem raciborskiej baszty, tym samym zaliczył Racibórz do 32 historycznych miast Polski. Wyemitowano 1 000 000 monet zrobionych z tzw. nordic gold. 31 października 2007 roku Rada Miasta Uchwałą Nr XIV/177/2007 ustanowiła logo miasta, którego jednym z elementów jest szkic raciborskiej baszty. W 2008 roku baszta stała się elementem loga obchodów 900-lecia miasta.
Inicjatorem ponownego otwarcia baszty dla zwiedzających było raciborskie Stowarzyszenie Drengowie znad Górnej Odry.

## Opis
Wybudowana w stylu renesansowym. Pierwotnie baszta miała prawdopodobnie tylko trzy ściany, a od strony miasta była otwarta. Obecnie posiada cztery ściany. Zbudowana na planie prostokąta, w trzech czwartych wysokości przecięta silnie profilowanym gzymsem ponad którym znajduje się attyka ze strzelnicami kluczowymi. W narożach znajdują się cztery kwadratowe wieżyczki. Przy baszcie zachował się fragment murów obronnych.
Budowla oprócz dawania schronienia obrońcom pełniła także rolę więzienia. Według zachowanych wzmianek w „zimnym pokoju” wyścielonym źdźbłem słomy mieli być przetrzymywani w aresztanci.